# Base aérienne de Boufarik
Ne doit pas être confondu avec Base aérienne 142 Boufarik.
La base aérienne de Boufarik est une base aérienne des Forces aériennes algériennes située près de Boufarik, en Algérie. Elle est la plus grande base aérienne du pays, sur laquelle est stationnée la flotte de transport aérien des Forces aériennes algériennes.

## Histoire
La base est initialement une base française, puis, en 1962 à l'indépendance de l'Algérie, l'armée française l'évacue. 
Le 11 avril 2018, un Iliouchine Il-76 des Forces aériennes algériennes s'est écrasé juste après le décollage de cet aéroport, tuant environ 257 passagers à bord.

## Unités
Les unités basées à la base sont :
- 2e Escadre de Transport tactique et logistique
- 7e Escadre de Transport tactique et de Ravitaillement en vol

Les avions basés sont Beechcraft 1900, CASA C-295, Lockheed C-130 Hercules et Iliouchine Il-76.